# Frogner, Akershus
Frogner är en tätort i Lillestrøms kommun i Akershus fylke i sydöstra Norge. Orten ligger vid Europaväg 6 och Hovedbanen, på östra sidan av ån Leira.